# Coulonges-sur-l'Autize

Coulonges-sur-l'Autize este o comună în departamentul Deux-Sèvres, Franța. În 2009 avea o populație de 2,372 de locuitori.